# Haltere la Jocurile Olimpice de vară din 1896 - ridicarea cu două mâini
Proba de ridicare cu două mâini a fost una dintre cele două probe de haltere din programul de haltere de la Jocurile Olimpice de vară din 1896. Au participat șase atleți. Viggo Jensen din Danemarca și Launceston Elliot din Marea Britanie au ridicat amândoi 111,5 kilograme, iar Prințul George a stabilit că Jensen a efectuat ridicarea mai bine decât Elliot. Un protest al delegației britanice a dus la acordarea de noi încercări fiecărui atlet pentru a-și îmbunătăți punctajul. Niciunul dintre ei nu a reușit, iar rezultatele au rămas cele stabilite inițial, Jensen câștigând medalia de aur. Cu toate acestea, Jensen a avut de suferit din cauza ridicărilor suplimentare, deoarece a suferit o ușoară accidentare în încercarea de a ridica mai mult decât era capabil.

## Context
Aceasta a fost prima din cele două prezențe ale acestei probe la Jocurile Olimpice, următoarea competiție fiind organizată în 1904.
Printre cei mai buni halterofili la Atena s-au numărat Launceston Elliot și Lawrence Levy din Marea Britanie și Viggo Jensen din Danemarca. Au concurat și doi halterofili greci, alături de gimnastul german Carl Schuhmann și jucătorul maghiar de tenis Momčilo Tapavica. Levy s-a retras din toate competițiile de haltere după ce i s-a spus că nu se va organiza o probă de haltere cu două mâini, deși a fost jurat și asistent al lui Elliott.

## Formatul competiției
În prima probă de ridicare a greutăților, au fost folosite două mâini pentru a ridica greutățile. Tipul de ridicare folosit a fost similar cu cel modern, folosind o halteră. Sportivii au avut la dispoziție trei încercări. Fiecare sportiv a efectuat o încercare înainte ca ceilalți sportivi să efectueze a doua încercare. După ce fiecare a ridicat de trei ori, primii trei clasați au primit alte trei încercări. În caz de egalitate departajarea urma să fie decisă prin judecarea stilului de ridicare, deși, în urma unui protest britanic, s-au acordat încercări suplimentare celor doi sportivi care erau la egalitate.

## Program
| Dată                  | Dată                  | Oră | Etapă  |
| Gregorian             | Iulian                | Oră | Etapă  |
| --------------------- | --------------------- | --- | ------ |
| Marți, 7 aprilie 1896 | Marți, 26 martie 1896 |     | Finală |

## Rezultate
| Loc | Sportiv              | Țară           | Greutate (kg) |
| --- | -------------------- | -------------- | ------------- |
| 1   | Viggo Jensen         | Danemarca      | 111,5         |
| 2   | Launceston Elliot    | Marea Britanie | 111,5         |
| 3   | Sotirios Versis      | Grecia         | 90,0          |
| 4   | Georgios Papasideris | Grecia         | 90,0          |
| 4   | Carl Schuhmann       | Germania       | 90,0          |
| 6   | Momcsilló Tapavicza  | Ungaria        | 80,0          |